# شنا در المپیک تابستانی ۱۹۷۶

لوگوی شنا در بازی های المپیک

شنا یکی از ورزش‌های بازی‌های المپیک تابستانی ۱۹۷۶ بوده که در دو بخش مردان و زنان برگزار شده است.
در مجموع ۴۷۱ شناگر از ۵۱ کشور جهان در این مسابقات شرکت کرده‌اند.

## جدول مدال‌ها
| رتبه           | کشور                      | طلا | نقره | برنز | مجموع |
| -------------- | ------------------------- | --- | ---- | ---- | ----- |
| ۱              | ایالات متحده آمریکا (USA) | ۱۳  | ۱۴   | ۷    | ۳۴    |
| ۲              | آلمان شرقی (GDR)          | ۱۱  | ۶    | ۲    | ۱۹    |
| ۳              | اتحاد شوروی (URS)         | ۱   | ۳    | ۵    | ۹     |
| ۴              | بریتانیای کبیر (GBR)      | ۱   | ۱    | ۱    | ۳     |
| ۵              | کانادا (CAN)              | ۰   | ۲    | ۶    | ۸     |
| ۶              | آلمان غربی (FRG)          | ۰   | ۰    | ۲    | ۲     |
| ۶              | هلند (NED)                | ۰   | ۰    | ۲    | ۲     |
| ۸              | استرالیا (AUS)            | ۰   | ۰    | ۱    | ۱     |
| مجموع (۸ کشور) | مجموع (۸ کشور)            | ۲۶  | ۲۶   | ۲۶   | ۷۸    |

## نتایج

### مردان
| بازی‌ها                 | طلا                                                                            | طلا           | نقره                                                                                    | نقره     | برنز                                                                            | برنز     |
| ۱۰۰ متر آزاد           | جیم مونتگومری · ایالات متحده آمریکا                                            | 49.99 (WR)    | جک باباشوف · ایالات متحده آمریکا                                                        | ۵۰٫۸۱    | پیتر نوکه · آلمان غربی                                                          | ۵۱٫۳۱    |
| ۲۰۰ متر آزاد           | بروس فارنیس · ایالات متحده آمریکا                                              | 1:50.29 (WR)  | جان نبر · ایالات متحده آمریکا                                                           | ۱:۵۰٫۵۰  | جیم مونتگومری · ایالات متحده آمریکا                                             | ۱:۵۰٫۵۸  |
| ۴۰۰ متر آزاد           | براین گودل · ایالات متحده آمریکا                                               | 3:51.93 (WR)  | تیم شاو · ایالات متحده آمریکا                                                           | ۳:۵۲٫۵۴  | وولودیمیر راسکاتوف · اتحاد شوروی                                                | ۳:۵۵٫۷۶  |
| ۱۵۰۰ متر آزاد          | براین گودل · ایالات متحده آمریکا                                               | 15:02.40 (WR) | بابی هاکت · ایالات متحده آمریکا                                                         | ۱۵:۰۳٫۹۱ | استیون هالند · استرالیا                                                         | ۱۵:۰۴٫۶۶ |
| ۱۰۰ متر کرال پشت       | جان نبر · ایالات متحده آمریکا                                                  | 55.49 (WR)    | پیتر روکا · ایالات متحده آمریکا                                                         | ۵۶٫۳۴    | رولند ماتس · آلمان شرقی                                                         | ۵۷٫۲۲    |
| ۲۰۰ متر کرال پشت       | جان نبر · ایالات متحده آمریکا                                                  | 1:59.19 (WR)  | پیتر روکا · ایالات متحده آمریکا                                                         | ۲:۰۰٫۵۵  | دان هریگن · ایالات متحده آمریکا                                                 | ۲:۰۱٫۳۵  |
| ۱۰۰ متر قورباغه        | جان هنکن · ایالات متحده آمریکا                                                 | 1:03.11 (WR)  | دیوید ویلکی · بریتانیای کبیر                                                            | ۱:۰۳٫۴۳  | آرویداس یوزایتیس · اتحاد شوروی                                                  | ۱:۰۴٫۲۳  |
| ۲۰۰ متر قورباغه        | دیوید ویلکی · بریتانیای کبیر                                                   | 2:15.11 (WR)  | جان هنکن · ایالات متحده آمریکا                                                          | ۲:۱۷٫۲۶  | ریک کوللا · ایالات متحده آمریکا                                                 | ۲:۱۹٫۲۰  |
| ۱۰۰ متر پروانه         | کت ووگل · ایالات متحده آمریکا                                                  | ۵۴٫۳۵         | جو باتوم · ایالات متحده آمریکا                                                          | ۵۴٫۵۰    | گری هال، اس‌آر. · ایالات متحده آمریکا                                            | ۵۴٫۶۵    |
| ۲۰۰ متر پروانه         | مایک برونر · ایالات متحده آمریکا                                               | 1:59.23 (WR)  | استیو گرگ · ایالات متحده آمریکا                                                         | ۱:۵۹٫۵۴  | بیل فورستر · ایالات متحده آمریکا                                                | ۱:۵۹٫۹۶  |
| ۴۰۰ متر مختلط انفرادی  | رود استراچان · ایالات متحده آمریکا                                             | 4:23.68 (WR)  | تیم مک‌کی · ایالات متحده آمریکا                                                          | ۴:۲۴٫۶۲  | آندری اسمیرنوف · اتحاد شوروی                                                    | ۴:۲۶٫۹۰  |
| ۴×۲۰۰ متر آزاد امدادی  | ایالات متحده آمریکا (USA) · جان نبر · مایک برونر · بروس فارنیس · جیم مونتگومری | 7:23.22 (WR)  | اتحاد شوروی (URS) · وولودیمیر راسکاتوف · آندری بوگدانوف · سرگی کوپلیاکوف · آندری کریلوف | ۷:۲۷٫۹۷  | بریتانیای کبیر (GBR) · آلن مک‌کلاتچی · برایان برینکلی · گوردون داونی · دیوید دان | ۷:۳۲٫۱۱  |
| ۴×۱۰۰ متر مختلط امدادی | ایالات متحده آمریکا (USA) · جان نبر · جان هنکن · کت ووگل · جیم مونتگومری       | 3:42.22 (WR)  | کانادا (CAN) · استیو پیکل · گراهام اسمیت · کلای اوانز · گری مک‌دونالد                    | ۳:۴۵٫۹۴  | آلمان غربی (FRG) · کلاوس اشتاینباخ · میشائیل کراوس · والتر کوش · پیتر نوکه      | ۳:۴۷٫۲۹  |

### زنان
| بازی‌ها                 | طلا                                                                               | طلا           | نقره                                                                           | نقره    | برنز                                                                | برنز    |
| ۱۰۰ متر آزاد           | کورنلیا اندر · آلمان شرقی                                                         | 55.65 (WR)    | پترا پریمر · آلمان شرقی                                                        | ۵۶٫۴۹   | انیت بریخیتا · هلند                                                 | ۵۶٫۶۵   |
| ۲۰۰ متر آزاد           | کورنلیا اندر · آلمان شرقی                                                         | 1:59.26 (WR)  | شرلی باباشوف · ایالات متحده آمریکا                                             | ۲:۰۱٫۲۲ | انیت بریخیتا · هلند                                                 | ۲:۰۱٫۴۰ |
| ۴۰۰ متر آزاد           | پترا تامر · آلمان شرقی                                                            | 4:09.89 (WR)  | شرلی باباشوف · ایالات متحده آمریکا                                             | ۴:۱۰٫۴۶ | شانون اسمیت · کانادا                                                | ۴:۱۴٫۶۰ |
| ۸۰۰ متر آزاد           | پترا تامر · آلمان شرقی                                                            | 8:37.14 (WR)  | شرلی باباشوف · ایالات متحده آمریکا                                             | ۸:۳۷٫۵۹ | وندی وینبرگ · ایالات متحده آمریکا                                   | ۸:۴۲٫۶۰ |
| ۱۰۰ متر کرال پشت       | اولریکه ریشتر · آلمان شرقی                                                        | 1:01.83 (OR)  | بیرگیت تریبر · آلمان شرقی                                                      | ۱:۰۳٫۴۱ | نانسی گاراپیک · کانادا                                              | ۱:۰۳٫۷۱ |
| ۲۰۰ متر کرال پشت       | اولریکه ریشتر · آلمان شرقی                                                        | 2:13.43 (OR)  | بیرگیت تریبر · آلمان شرقی                                                      | ۲:۱۴٫۹۷ | نانسی گاراپیک · کانادا                                              | ۲:۱۵٫۶۰ |
| ۱۰۰ متر قورباغه        | هانلوره آنکه · آلمان شرقی                                                         | ۱:۱۱٫۱۶       | لیوبوف روسانوا · اتحاد شوروی                                                   | ۱:۱۳٫۰۴ | مارینا کوشویا · اتحاد شوروی                                         | ۱:۱۳٫۳۰ |
| ۲۰۰ متر قورباغه        | مارینا کوشویا · اتحاد شوروی                                                       | 2:33.35 (WR)  | مارینا یورچنیا · اتحاد شوروی                                                   | ۲:۳۶٫۰۸ | لیوبوف روسانوا · اتحاد شوروی                                        | ۲:۳۶٫۲۲ |
| ۱۰۰ متر پروانه         | کورنلیا اندر · آلمان شرقی                                                         | ۱:۰۰٫۱۳ (=WR) | آندریا پولاک · آلمان شرقی                                                      | ۱:۰۰٫۹۸ | وندی بوگلیولی · ایالات متحده آمریکا                                 | ۱:۰۱٫۱۷ |
| ۲۰۰ متر پروانه         | آندریا پولاک · آلمان شرقی                                                         | 2:11.41 (OR)  | الریک توبر · آلمان شرقی                                                        | ۲:۱۲٫۵۰ | رزمری گابریل · آلمان شرقی                                           | ۲:۱۲٫۸۶ |
| ۴۰۰ متر مختلط انفرادی  | الریک توبر · آلمان شرقی                                                           | 4:42.77 (WR)  | شریل گیبسون · کانادا                                                           | ۴:۴۸٫۱۰ | بکی اسمیت · کانادا                                                  | ۴:۵۰٫۴۸ |
| ۴×۱۰۰ متر آزاد امدادی  | ایالات متحده آمریکا (USA) · کیم پیتون · جیل استرکل · شرلی باباشوف · وندی بوگلیولی | 3:44.82 (WR)  | آلمان شرقی (GDR) · پترا پریمر · کورنلیا اندر · کلاودیا همپل · آندریا پولاک     | ۳:۴۵٫۵۰ | کانادا (CAN) · بکی اسمیت · گیل آمندراد · باربارا کلارک · آن ژاردان  | ۳:۴۸٫۸۱ |
| ۴×۱۰۰ متر مختلط امدادی | آلمان شرقی (GDR) · اولریکه ریشتر · هانلوره آنکه · کورنلیا اندر · آندریا پولاک     | 4:07.95 (WR)  | ایالات متحده آمریکا (USA) · کمیل رایت · شرلی باباشوف · لیندا یزک · لوری سیرینگ | ۴:۱۴٫۵۵ | کانادا (CAN) · سوزان اسلون · روبین کروسیگلیا · وندی هاگ · آن ژاردان | ۴:۱۵٫۲۲ |

## کشورهای شرکت‌کننده
- آرژانتین (۵)
- استرالیا (۲۸)
- اتریش (۱)
- باهاما (۲)
- بلژیک (۱۰)
- برزیل (۹)
- بلغارستان (۵)
- کانادا (۳۸)
- کلمبیا (۵)
- کاستاریکا (۱)
- چکسلواکی (۱)
- دانمارک (۲)
- آلمان شرقی (۲۳)
- اکوادور (۱)
- فنلاند (۱)
- فرانسه (۱۶)
- بریتانیای کبیر (۳۹)
- یونان (۲)
- هنگ کنگ (۴)
- مجارستان (۸)
- ایسلند (۳)
- اندونزی (۱)
- ایرلند (۴)
- اسرائیل (۲)
- ایتالیا (۱۳)
- ژاپن (۱۵)
- مالزی (۱)
- مکزیک (۹)
- موناکو (۱)
- هلند (۱۵)
- نیوزیلند (۹)
- نیکاراگوئه (۲)
- نروژ (۷)
- پاناما (۳)
- پاراگوئه (۱)
- فیلیپین (۳)
- لهستان (۳)
- پرتغال (۵)
- پورتوریکو (۱۲)
- اتحاد شوروی (۳۱)
- اسپانیا (۱۴)
- سوئد (۱۸)
- سوئیس (۲)
- تایلند (۲)
- تونس (۲)
- ایالات متحده آمریکا (۵۱)
- جزایر ویرجین (۲)
- اروگوئه (۱)
- ونزوئلا (۱۲)
- آلمان غربی (۲۲)
- یوگسلاوی (۴)